# Costa Coffee
Costa Coffee är en kaffekedja med säte i Storbritannien. Det grundades år 1971 i Lambeth, London av de italienska bröderna Sergio och Bruno Costa. Verksamheten startade med att tillhandahålla rostat kaffe till cateringföretag och italienska kaffebutiker.  
Företaget öppnade sin första butik år 1978 vid Vauxhall Bridge Road, London, England.
År 1995 köptes företaget upp av Whitbread och 2019 köptes bolaget av The Coca Cola Company för 5,1 miljarder amerikanska dollar.